# Carex microcarpa
Carex microcarpa là một loài thực vật có hoa trong họ Cói. Loài này được Bertol. ex Moris mô tả khoa học đầu tiên năm 1827.